# 벨프가

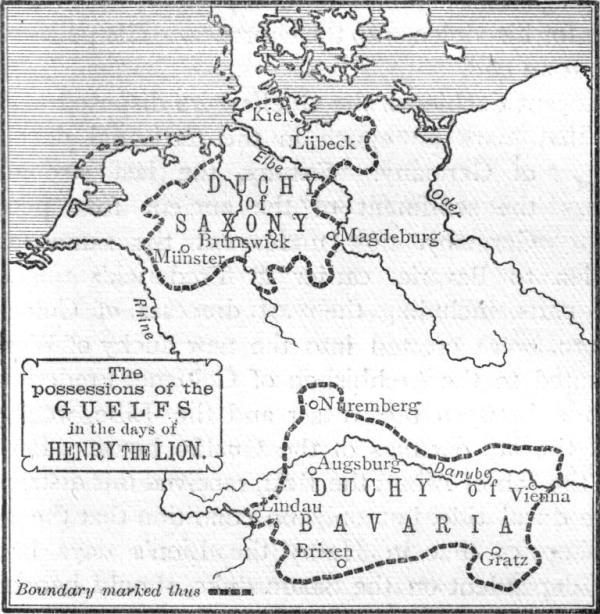
사자공 하인리히 시기의 벨프 가문의 영지

벨프가(Welf) 또는 구엘프가(Guelf, Guelph)은 유럽의 왕가 중 하나로, 11세기부터 20세기까지 많은 독일과 영국의 군주들과 18세기 러시아 황제 이반 6세등이 포함되어있다.

## 기원
벨프 가문은 가장 초기의 인물들이 9세기 말/10세기 초 롬바르디아에 살았던 것으로 알려진 에스테 가문의 오래된 분가 중 하나이며, 때로는 벨프에스테(Welf-Este) 가문이라 불렸다. 최초의 인물은 바이에른 공작 벨프 1세로, 그의 외숙부 카르텐과 베로나 공작 벨프 3세가 1055년에 사망하면서, 그가 옛 벨프 가문의 재산을 상속받았다. 벨프 4세는 벨프 3세의 자매 알트도르프의 쿠니군데와 그녀의 남편 밀라노 변경백 알베르토 아초 2세 사이에 태어난 아들이다. 1070년 벨프 4세가 바이에른 공작이 되었다.
벨프 5세(생몰 1072-1120)는 1090년에 교황 우르바노 2세의 주선으로 토스카나 여백작 마틸다 디 카노사와 혼인을 한다. 마틸다는 토스카나, 페라라, 모데나, 만토바, 레조를 포함한 많은 영지를 가지고 있었기에 이것이 11세기와 12세기 있었던 서임권 투쟁 중에 중요한 분쟁 요소가 되었다.
벨프 5세와 마틸다(1046-1115)는 혼인 당시 26살이라는 나이 차이를 넘어서 정략결혼을 하였다. 혼인동맹을 통하여 북부 이탈리아와 독일 남부 바이에른의 반-황제파 그리고 교회 개혁파가 결합하여 하인리히 4세(생몰 1050-1106)에게 대항하여 반란을 일으킨 것이다.
벨프 5세와 마틸다는 결혼 5년 만인 1095년에 이혼을 했으나 마틸다는 자식을 낳지 못하고 1115년에 갑자기 사망한다. 마틸다는 생전에 자신의 영지를 사후 로마 교회에 기증했다는 교회 측의 주장이 있었다. 이에 대한 뚜렷한 물증이 없었기 때문에 황제 하인리히 5세(재위 1099-1125)는 마틸다의 영지에 대해서 소유권을 주장하며 로마 교회와 다툼이 발생하였다.
벨프 가문이 서임권 투쟁에서 교황과 같은 편에 선 이후로, 이탈리아 내의 교황 지지자들 사이에서 구엘프 (Guelphs)나 구엘피 (Guelfi)라고 알려지게 됐다. 벨프 5세는 훗날 1101년에 바이레른 공작이 되는데 바이에른 공작으로는 벨프 2세가 된다.

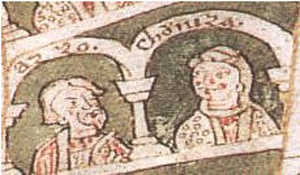
벨프 3세의 자매 및 알베르토 아초 2세 데스테의 아내이자 벨프 4세의 어머니 알트도르프의 쿠니군데
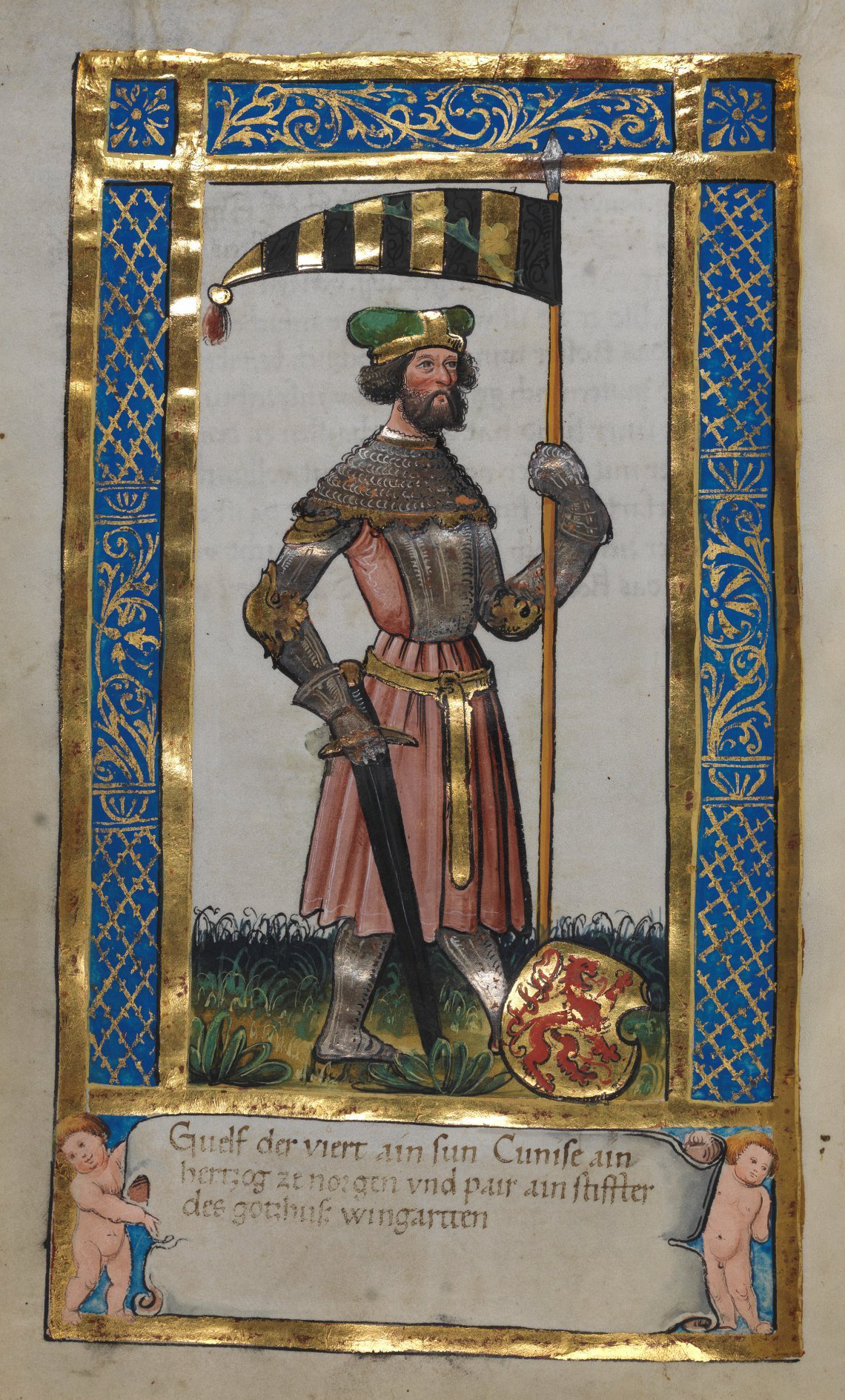
바이에른 공작 벨프 1세 (경 1030/1040년 – 1101년)
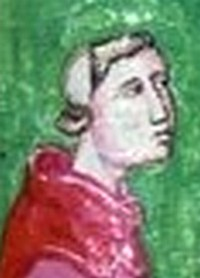
바이에른 공작 벨프 2세 (생몰 1072년–1120년)

## 바이에른과 작센
1120년부터 1126년까지의 바이에른 공작 하인리히 9세는 하인리히라 불린 벨프 가문 공작 세 명 중 첫 번째 인물이였다. 그의 아내 불프힐데는 니더작센의 뤼네부르크 일대 영지를 보유한 빌룽 가문의 상속녀였다. 그들의 아들 바이에른 공작 하인리히 10세는 신성 로마 황제 로타르 3세의 사위이자 후계자였고 로타르가 죽은 후 작센 공작이 되었다. 로타르는 그의 어머니 브루노넨로부터 상속받은 브라운슈바이크 일대 영토를 그의 딸 게르트루트에게 남겼다. 그녀의 남편 하인리히 10세는 호엔슈타우펜 가문의 콘라트 3세에 맞서 최적의 황제 선거 후보자가 되었다. 하지만 하인리히는 다른 제후들이 그의 힘과 성품을 두려워 했기에 선거에서 패배했고 콘라트 3세에게 그의 공작령들을 박탈당했다. 하인리히의 형제 토스카나 변경백 벨프 6세 (1115년-1191년)는 이후 옛 벨프 가문의 본래 영지인 라벤스부르크 일대의 그의 슈바벤 지역을 그의 조카인데다가 호엔슈타우펜 출신인 신성 로마 황제 프리드리히 1세에게 남겼다.

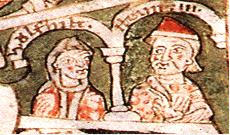
하인리히 9세 (1075년–1126년)와 그의 아내 빌룽의 불프힐트 (Wulfhild)
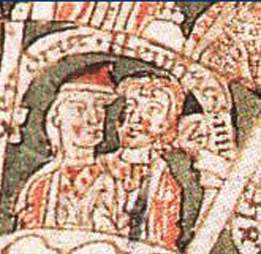
하인리히 10세 (1102년–1139년)와 그의 아내 및 작센 공작이자 신성 로마 황제 로타르 3세의 딸 작센의 게르트루트
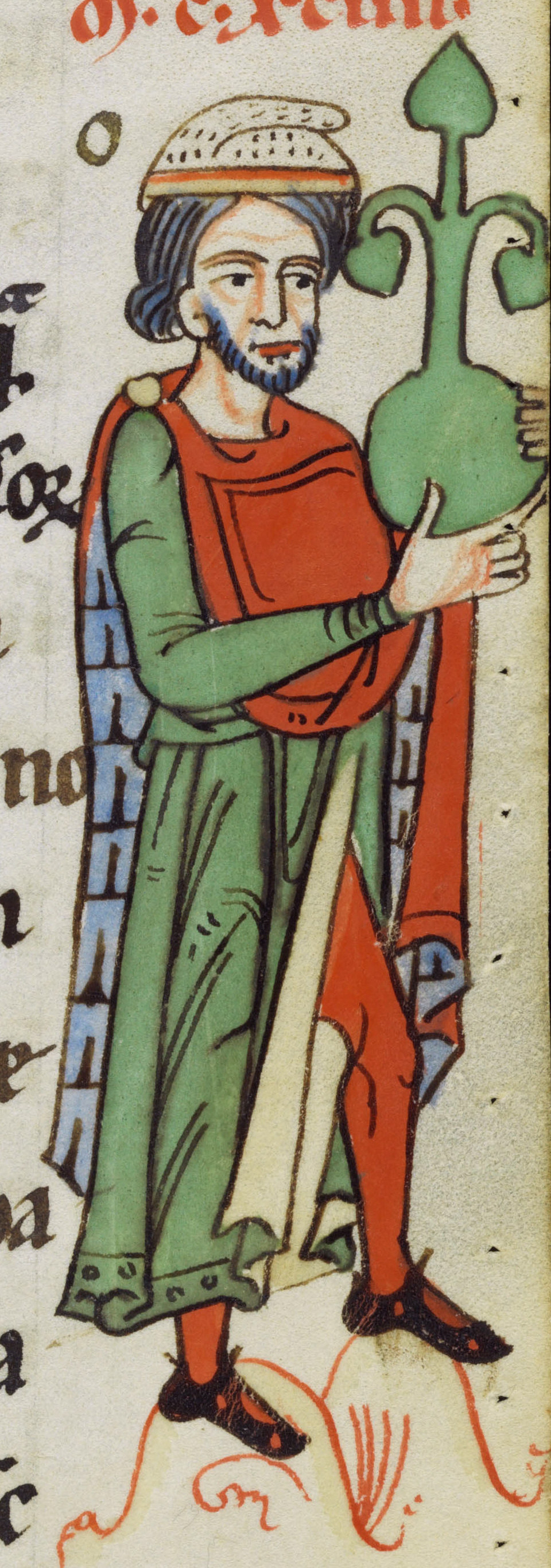
벨프 6세 (1115년–1191년)
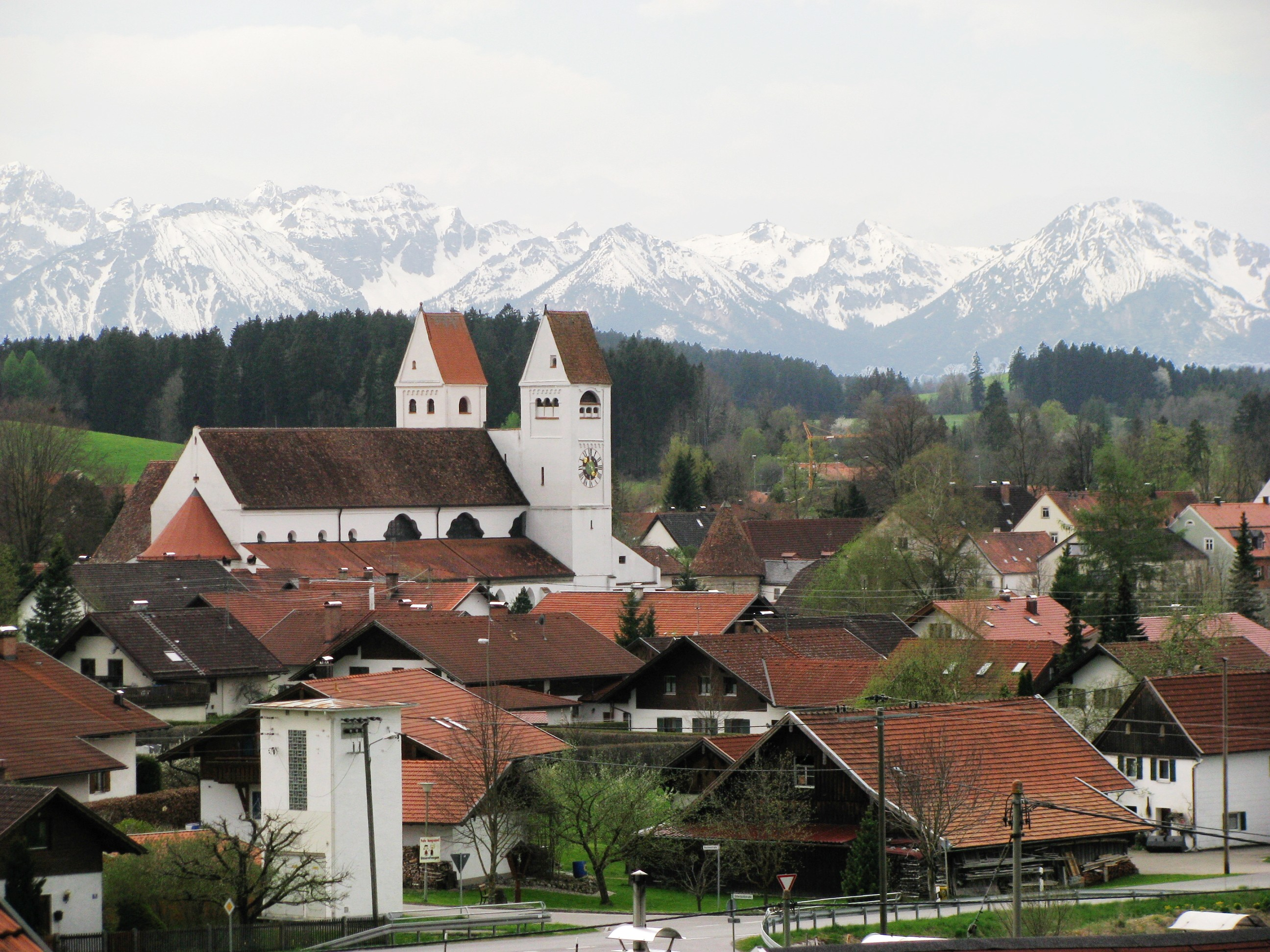
설립자인 벨프 6세 (1191년 사망)가 묻힌 슈바벤의 슈타인가텐 수도원

벨프 가문의 다음 공작은 하인리히 사자공은 그의 아버지의 두 공작령들인 작센을 1142년에 , 바이에른을 1156년에 회복해냈을 뿐만 아니라 독일의 방대한 지역을 다스렸다. 1168년 그는 잉글랜드의 왕 헨리 2세와 아키텐의 엘레오노르의 딸이자 잉글랜드의 왕 리처드 1세의 자매인 마틸다와 혼인하며, 더욱 영향력을 얻었다. 그의 사촌 호엔슈타우펜가의 프리드리히 1세는 그를 이탈리아 원정에 데려가려 했으나, 하인리히가 이탈리아 원정을 도우라는 요청을 한번 더 거절하면서, 분쟁이 피할 수 없게 되었다. 1176년 레냐노 전투 이후 그의 방대한 영지를 일부를 얻기를 원하던 프리드리히 1세와 독일 제국의 다른 제후들에 의해 그의 공작령들이 폐위됐고, 그는 1180년 노르망디에 있는 그의 장인 헨리 2세의 궁정으로 추방당했지만, 3년 만에 독일로 귀국했다. 하인리히는 1185년에 호엔슈타우펜 황제와 강화를 맺고, 그의 두 공작령이 회복되지 않고 브라운슈바이크 일대의 상당히 작아진 영토만을 돌려받았다. 바이에른은 바이에른 공작 오토 1세에게 주어졌었고, 작센 공작령은 쾰른 대주교와 아스카니어 가문과 다른 이들에게 분할되었다. 하인리히는 1195년 브라운슈바이크에서 사망했다.

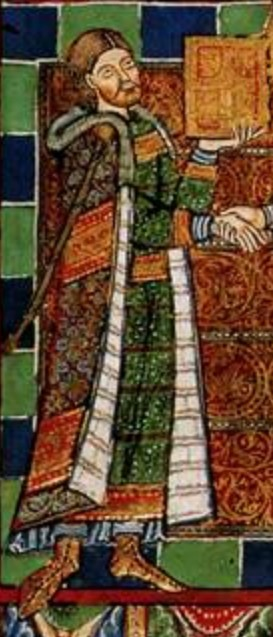
하인리히 사자공 (1130년–1195년)
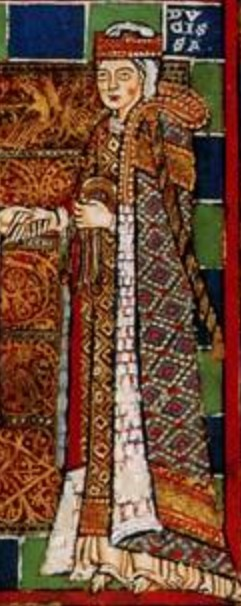
하인리히 사자공의 부인이자 리처드 1세의 자매 마틸다 플랜태저넷 (1156년–1189년)
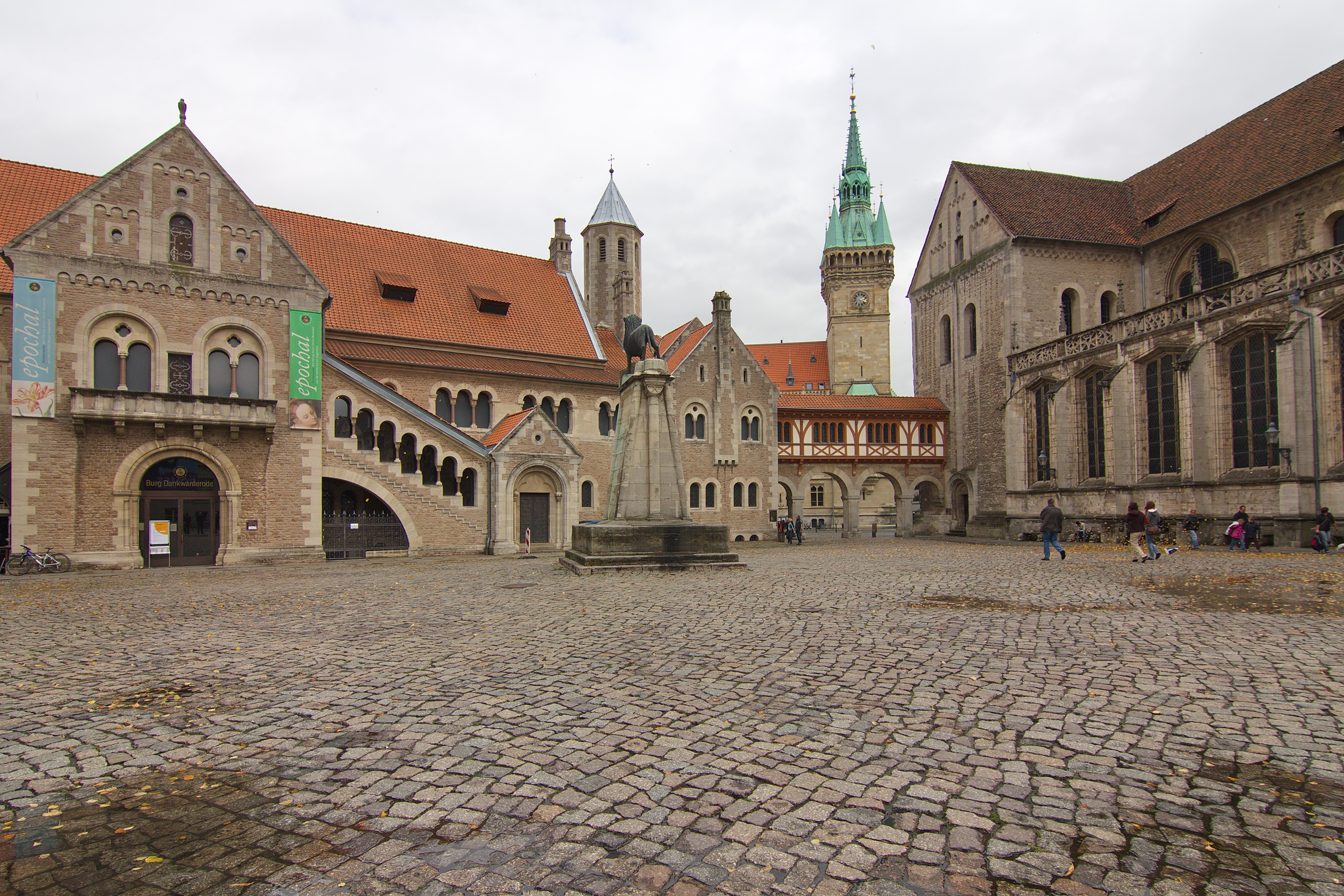
브라운슈바이크에 있는 하인리히의 당브바르데로데성
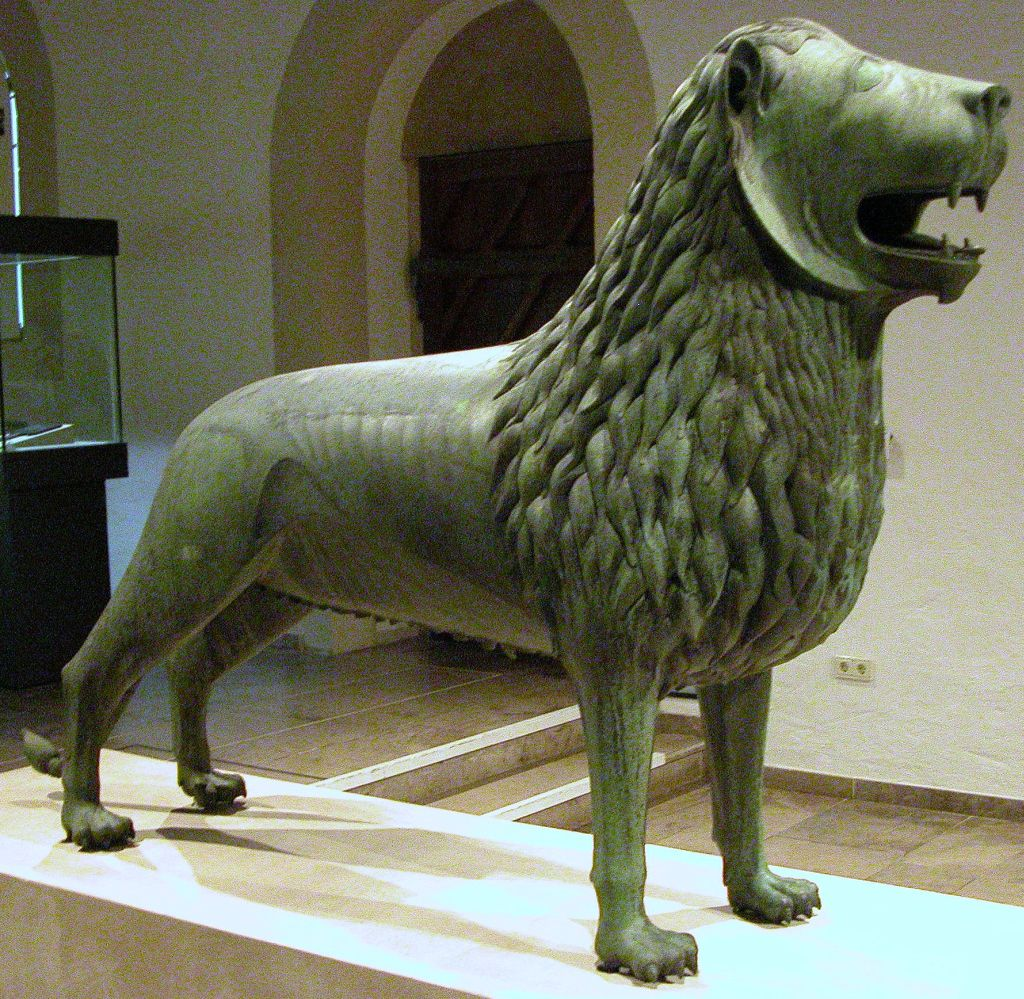
하인리히의 브라운슈바이크 사자
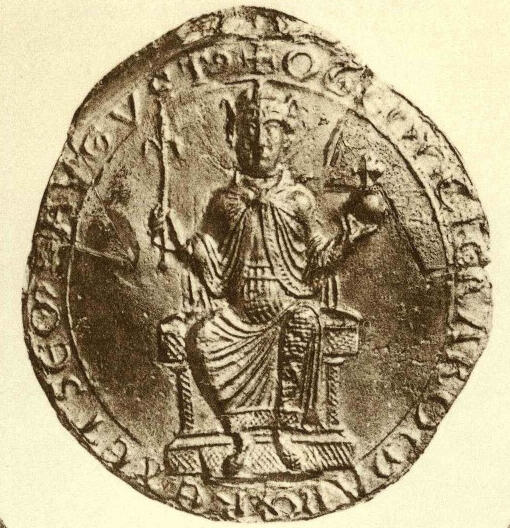
하인리히 사자공과 잉글랜드의 마틸다의 아들 및 신성 로마 황제 오토 4세

## 브라운슈바이크와 하노버
하인리히 사자공의 아들 브라운슈바이크의 오토는 로마인의 왕으로 선출되어 호엔슈타우펜 황제들과 몇년 분쟁 끝에 신성 로마 황제에 즉위했다. 그는 교황 인노첸시오 3세의 분노을 샀고 1215년에 파문되었다. 오토는 호엔슈타우펜의 프리드리히 2세 의해 황제 자리를 포기하도록 강요받았다. 그는 신성 로마 황제가 된 벨프 가문의 유일한 인물이였다.

브라운슈바이크뤼네부르크 공작령의 문장

하인리히 사자공의 손자 오토는 1235년에 작센 지역의 일부에 새롭게 세워진 브라운슈바이크뤼네부르크 공작령의 공작이 되었고, 1252년 그곳에서 죽었다. 공작령은 고중세 시대 동안 벨프 가문의 여러 가계에 의해 몇 차례 분할되었지만, 가문 출신들 모두 “뤼네부르크 후작”, "브라운슈바이크볼펜뷔텔 후작", "칼렌베르크괴팅겐그루벤하겐 후작" (나중에 "하노버 후작"이 되었다) 등 외에도 "브라운슈바이크뤼네부르크 공작" 칭호를 계속 사용했다. 공작령들과 그보다 낮은 후작령들의 이후 역사는 매우 많은 분할과 재결합의 역사로 특정지어진다. 반복되어 만들어진 하위 영지들은 공작령내 후작령의 법적 지위를 지녔으며 (공식적으로는 분할되지 않은 제국 영지로 남아있었음), 일반적으로 통치자의 거처의 이름을 따 지어졌다. 남계가 단절되었을 경우 제국령 영지 (공작령)는 항상 특정 인물들이 아니라 그 가문 전체에 주어졌는데, 다른 가계의 영지는 또다른 가계에 상속되거나 남은 다른 가계들끼리 분할되었다. 이것이 남성 또는 여성 벨프 가문 출신들 전원이 예시로 하노버 선제후령 같은 그들의 각자 가계의 하위 후작령의 작위외에도 브라운슈바이크뤼네부르크 공작/여공작 칭호를 지녔던 이유이다. 그들은 오늘날까지도 계속하고 있다. 각각의 하위 후작령들은 1806년 신성 로마 제국이 해체될때까지 지속되었다. 1814/15년 빈 회의에 따라, 이 지역들은 하노버 왕국과 브라운슈바이크 공국의 일부가 됐다.

### 브라운슈바이크볼펜뷔텔 후작령
1269년에 브라운슈바이크 후작령은 브라운슈바이크뤼네부르크 공작령의 1차 분할 때 생겼다. 1432년에 브라운슈바이크의 사람들과의 긴장 증가로 인한 결과로, 브라운슈바이크계는 그들의 거처를 볼펜뷔텔성으로 옮겼고, 그에 따라 이 후작령의 이름이 비공식적으로 볼펜뷔텔로 불리게 됐다. 러시아의 이반 6세가 있었던 브라운슈바이크계는 1740년에 잠시 러시아 황제 자리를 갖기도 했었다. 1754년이 되어서야 새롭게 지어진 브라운슈바이크 궁전이 있는 브라운슈바이크로 돌아왔다. 1814년 후작령은 벨프 가문의 오래된 가계가 다스리는 브라운슈바이크 공국이 되었다.

### 칼렌베르크 후작령 - 이후 브라운슈바이크뤼네부르크 선제후령

브라운슈바이크뤼네부르크 선제후령의 문장 (1708년)

1432년 브라운슈바이크볼펜뷔텔 후작령이 다이스터와 라이네 강 사이에 얻은 영지가 칼렌베르크 후작령으로 분리되었다. 1495년에 그 후작령은 괴팅겐 일대로 확장했고 1584년에 다시 볼펜뷔텔계로 반환됐다. 1634년 상속 재산 분배 결과로 첼레성에 거주하던 뤼네부르크 가문에게 주어졌다. 1635년 그 지역은 하노버를 거주지로 택한 뤼네부르크의 에른스트 2세의 남동생 게오르크에게 주어졌다. 1665년에 새 영토가 추가되었고, 1705년에 뤼네부르크 후작령은 하노버계에게 넘어갔다. 1692년 공작 에른스트 아우구스트는 칼렌베르크하노버계로부터 신성 로마 제국의 선제후 권리를 얻어 브라운슈바이크뤼네부르크 선제후가 되었다. 통칭으로 이 선제후령은 하노버 선제후령으로도 알려져있다. 1814년에 하노버 왕국으로 이어졌다.

### 영국 왕위 계승
종교 중심의 정책은 북유럽과 영국에 반가톨릭 정서가 극에 달하던 시기에 스코틀랜드와 잉글랜드의 왕위가 개신교도의 계승을 보장하게끔 쓰인 1701년 왕위계승법에 의한 영국의 왕위 계승 계열은 에른스트 아우구스투스의 아내 하노버의 소피 계열이 되게끔 하였다. 그러나 조피는 그녀의 사촌이자 스튜어트 가문의 마지막 통치자 그레이트브리튼 여왕 앤이 사망한 지 얼마 안 돼 사망해렸다. 소피의 아들 게오르크 (조지 1세)가 앤 여왕의 뒤를 이었고 하노버 선제후와 영국 왕위의 동군연합이 1714년부터 형성되어 신성 로마 제국 해체와 그 후임 왕국이 일어난 나폴레옹 전쟁 이후인 1세기 이상 잘 지속되었다. 영국의 왕가는 하노버 가문으로 알려지게 되었다.

그레이트브리튼의 하노버계 왕들의 문장 (1714년–1801년)
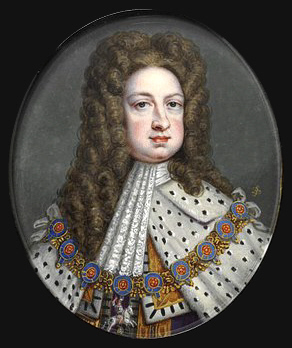
조지 1세 (1714년–1727년)
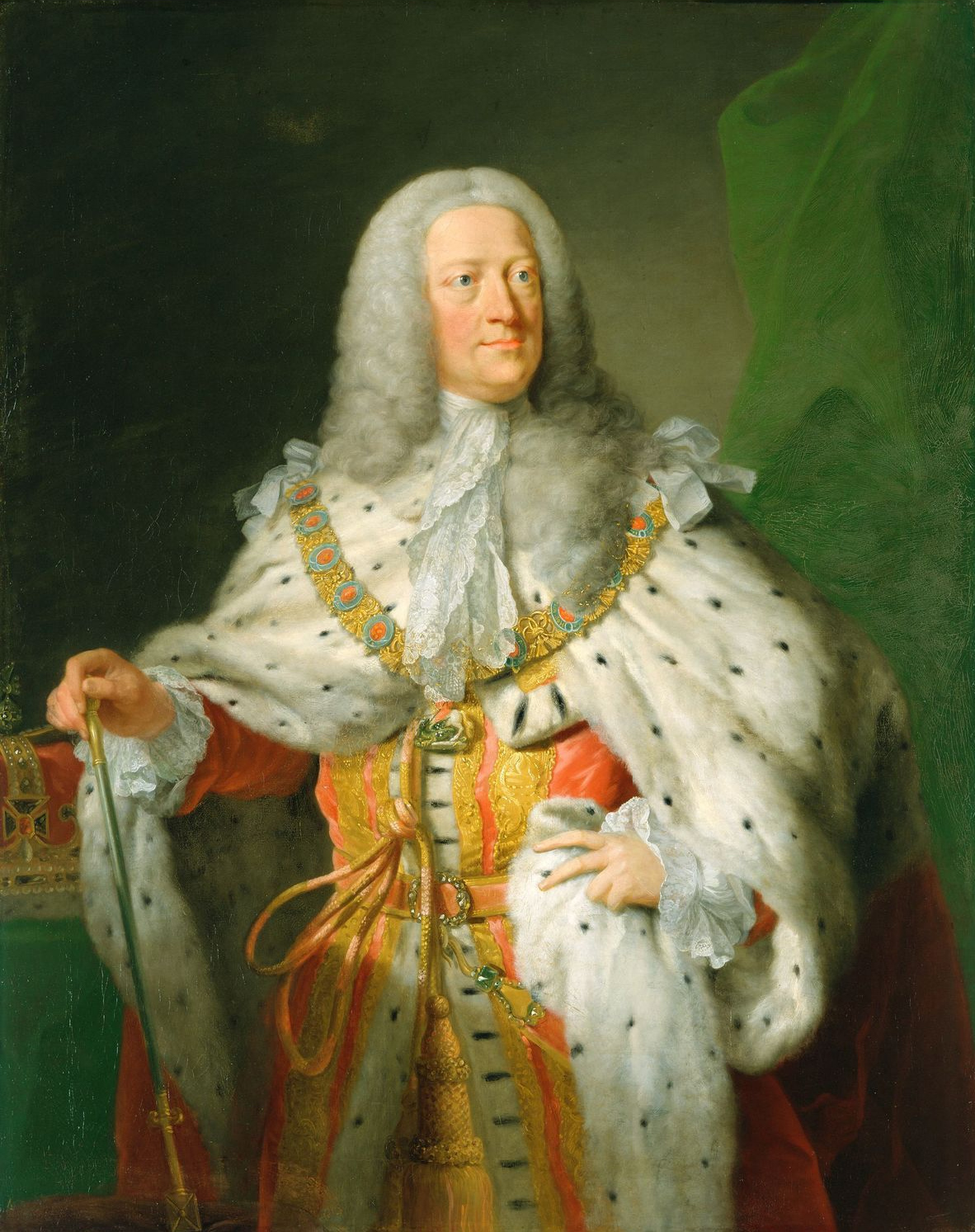
조지 2세 (1727년–1760년)
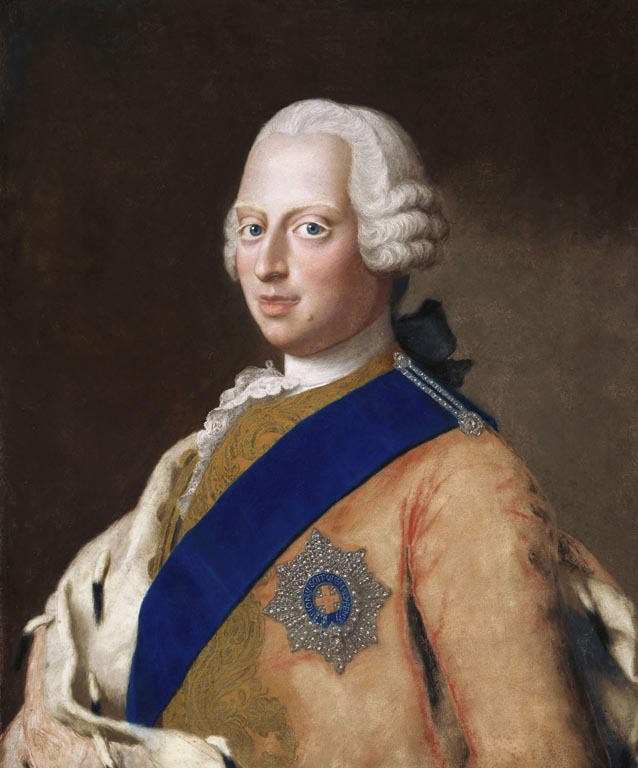
웨일스 공 프레더릭 (1707년 - 1751년)
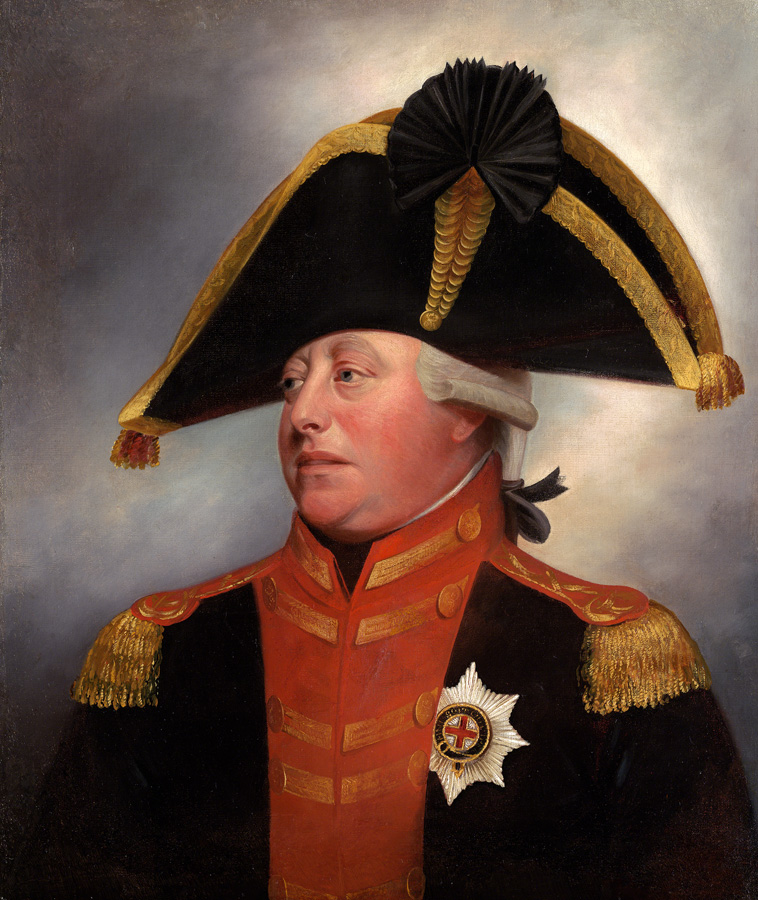
조지 3세 (1760년–1820년)
조지 4세 (1820년–1830년)
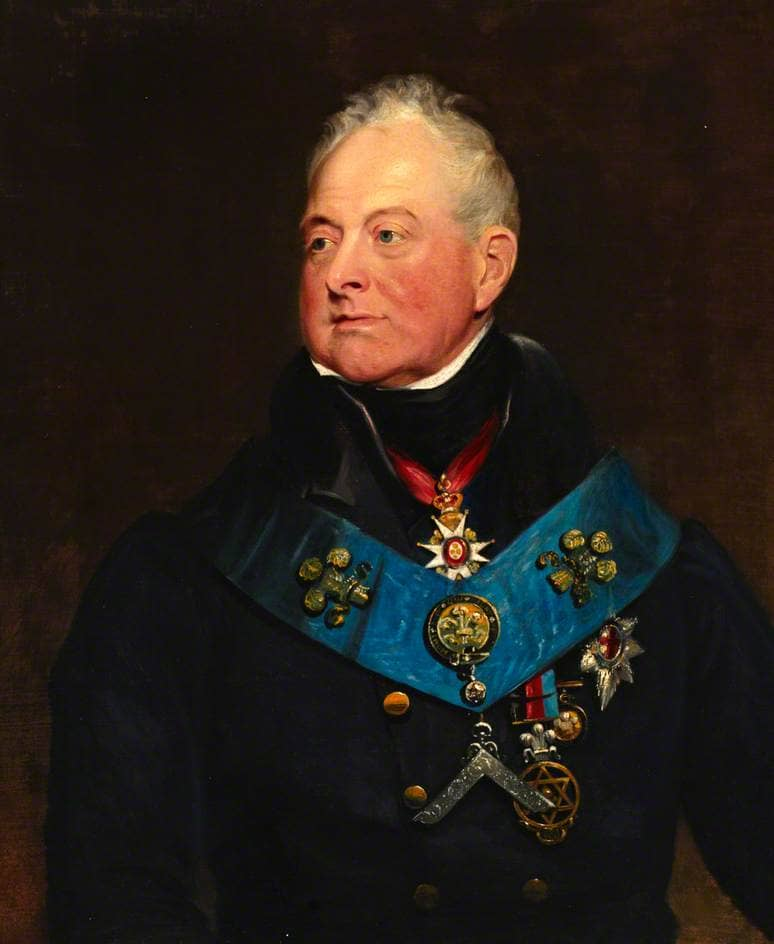
윌리엄 4세 (1830년–1837년)
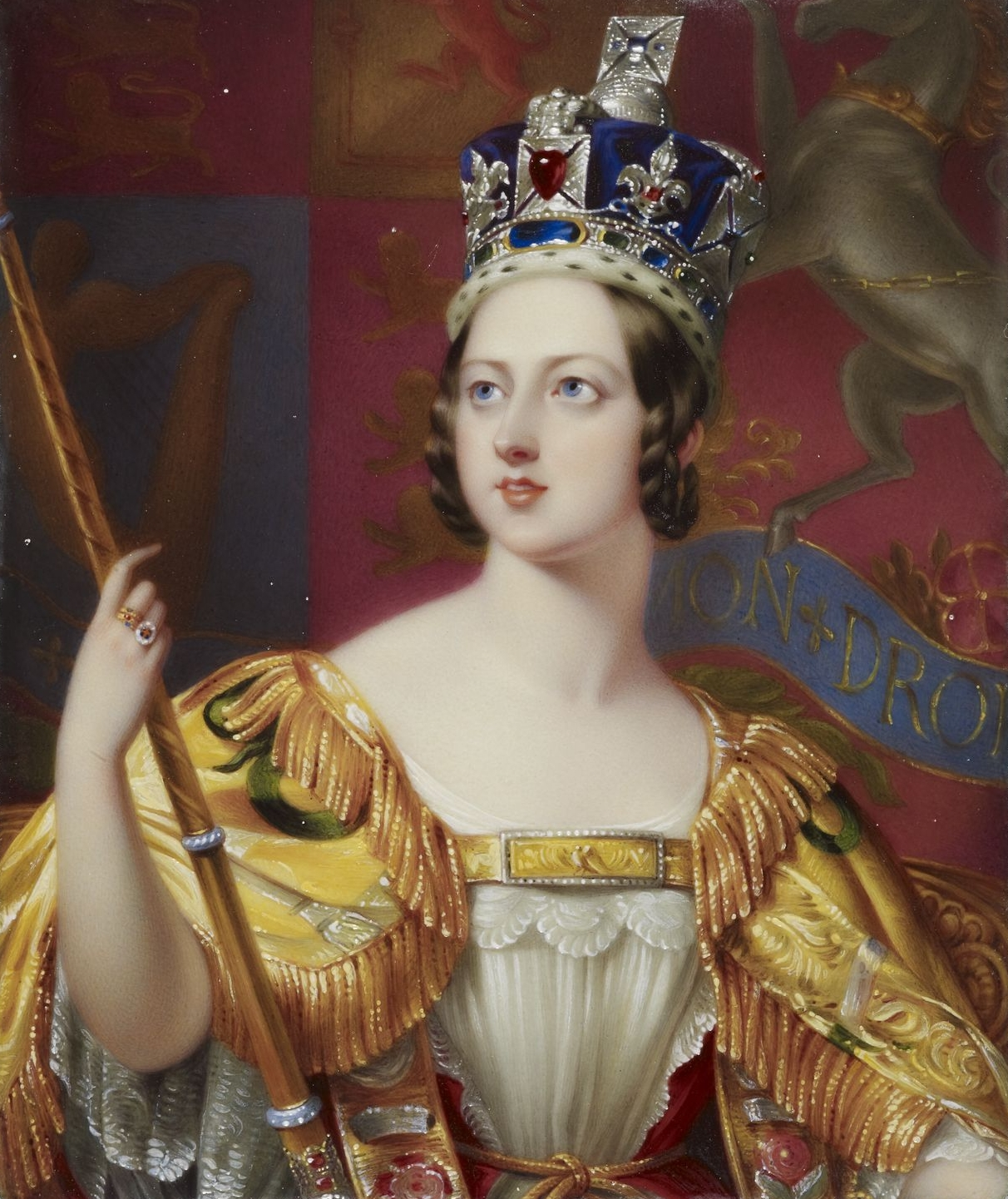
빅토리아 (1837년–1901년)

### 하노버 왕국
"하노버 선제후령" (공작령의 핵심)은 다른 영지가 더해져 커졌고 1814년 빈 협약에서 하노버 왕국이 되었다. 19세기 전반기 하노버 왕국은 최후의 하노버 선제후 조지 3세 통치 시기에 생긴 동군연합 방식으로 1837년 윌리엄 4세가 사망할 때까지 영국 국왕의 통치를 받았다. 이때 하노버 왕위는 계승을 하는 데 남자 상속자가 필요로 하는 살리카 법에 따라 윌리엄의 남동생 컴벌랜드와 테비어트데일 공작 어니스트 어거스터스 (에른스트 아우구스트)가 가져간 반면에 영국 왕위는 윌리엄의 형의 외동딸 빅토리아가 상속했다. 그녀의 자손들은 작센코부르크고타 가문에 속하며, 1917년에 명칭을 윈저 가문으로 바꿨다.
하노버 왕국은 프로이센-오스트리아 전쟁 기간 오스트리아의 동맹으로 참전했다가, 오스트리아가 전쟁에서 지고 프로이센에 합병당하며, 에른스트 아우구스트의 아들 게오르크 5세에 의해 멸망했고, 프로이센의 하노버 현이 되었다. 벨프 가문원들은 오스트리아의 그문덴으로 망명을 가, 컴벌랜드성을 지었다.

1837년 하노버 왕국의 문장
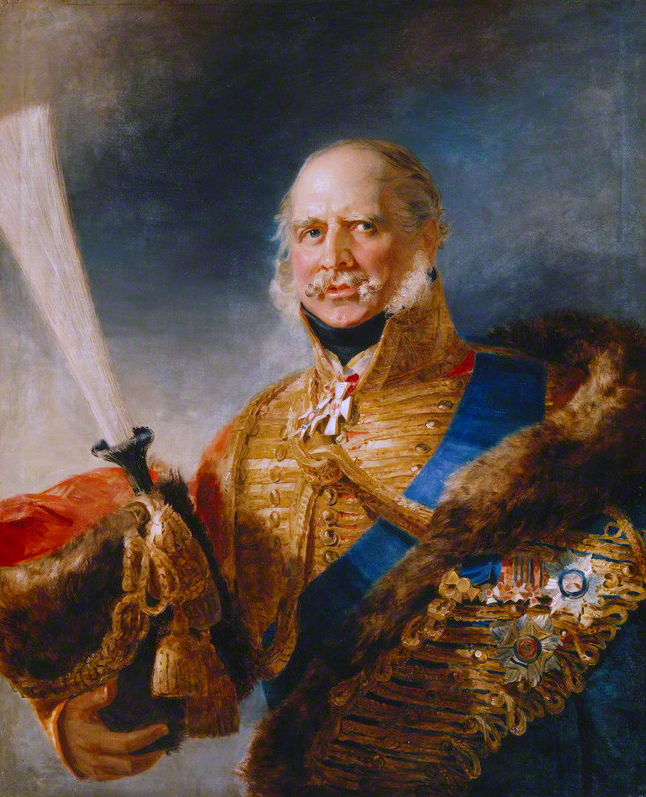
하노버의 왕 에른스트 아우구스트 1세 (1771년–1851년)
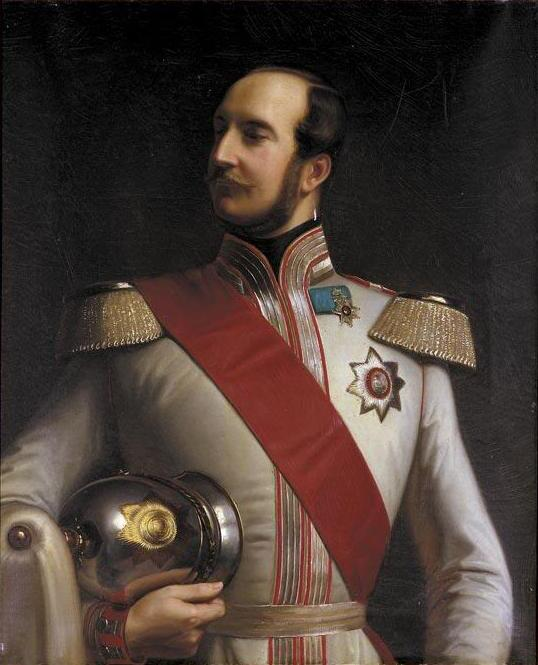
하노버의 왕 게오르크 5세 (1819년–1878년)

### 브라운슈바이크 상속

브라운슈바이크 공국 문장

벨프 가문의 오래된 가계들은 훨씬 작은 브라운슈바이크볼펜뷔텔 후작령을 다스렸고, 1814년에 독립주권을 지닌 브라운슈바이크 공국을 세웠다. 이 가계는 1884년에 단절되었다. 공국은 하노버 왕국의 마지막 왕의 아들 컴벌랜드 공작이 상속했어야 했지만, 그의 충성심에 대한 프로이센의 의심이 공국의 지배자 자리를 1913년까지 공백으로 이끌었다가 컴벌랜드 공작의 아들 에른스트 아우구스트가 카이저 빌헬름 2세의 딸과 혼인하면서 상속을 허락하였다. 그의 통치는 1918년 제1차 세계대전이 종전됨에 따라 군주제가 폐지되면서 짧았다.
벨프 가문은 계속해서 존재하고 있다. 유럽 왕위에 오른 최근의 가문원은 스페인 왕비 소피아와 그리스의 왕 콘스탄티노스 2세의 어머니인 그리스의 왕비 하노버의 프레데리케 (1981년 사망)였다. 프레데리케의 오빠 하노버의 게오르크 빌헬름 공은 에든버러 공작 필립의 누이 그리스와 덴마크의 공주 조피와 혼인했다. 베틴 가문의 수장은 왕비 프레데리케의 조카 및 모나코 공녀 카롤린의 세 번째이자 현 남편 에른스트 아우구스트이다.

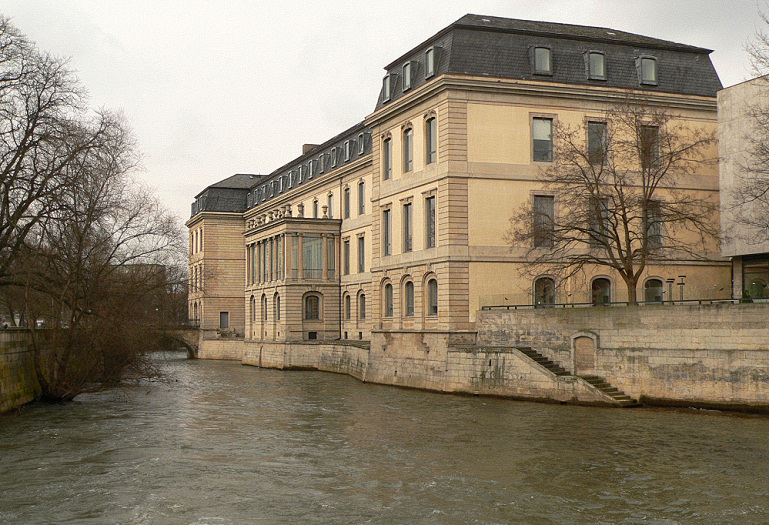
하노버에 있는 라이네 궁전
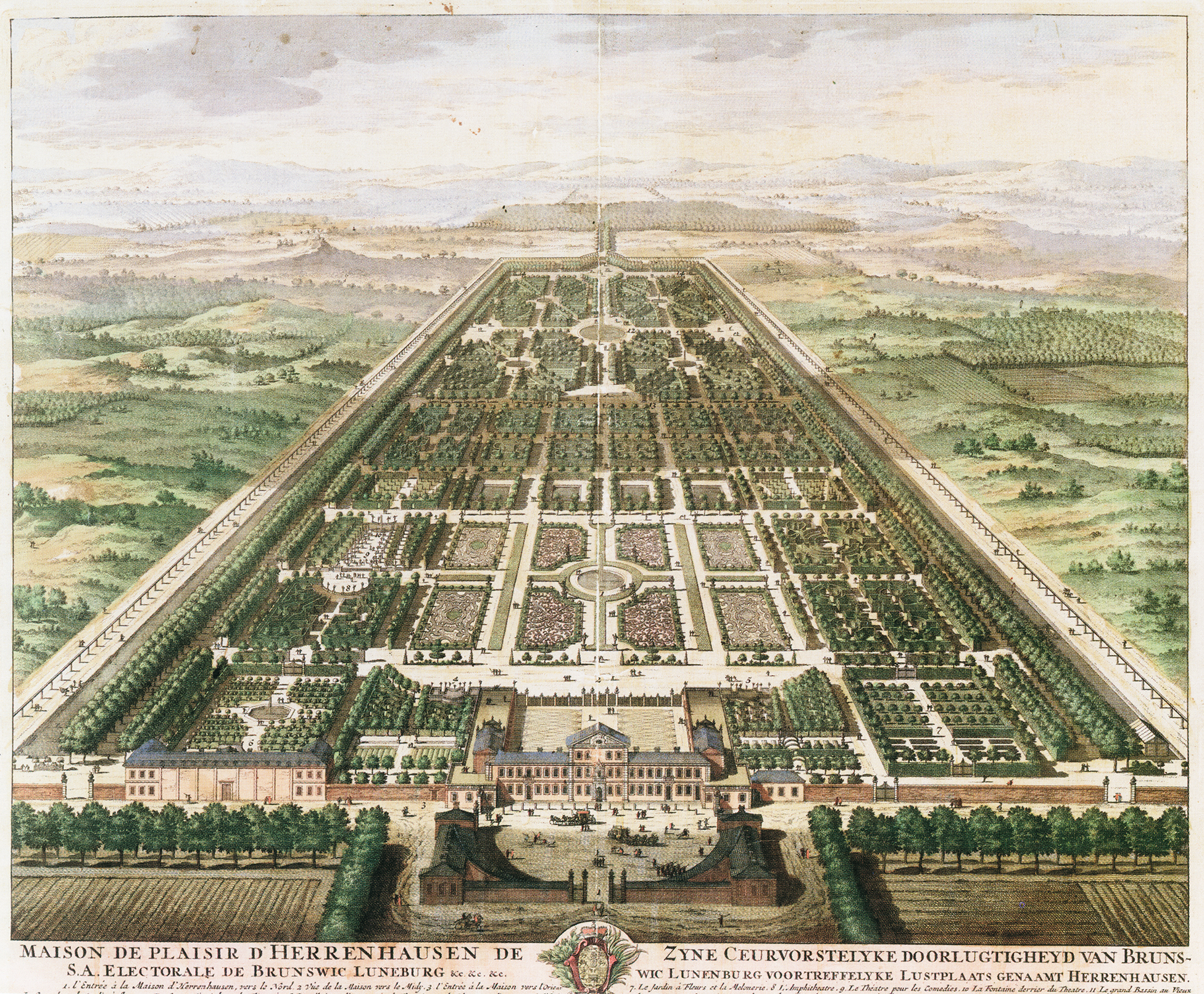
하노버에 있는 헤렌하우젠 궁전과 헤렌하우젠 정원
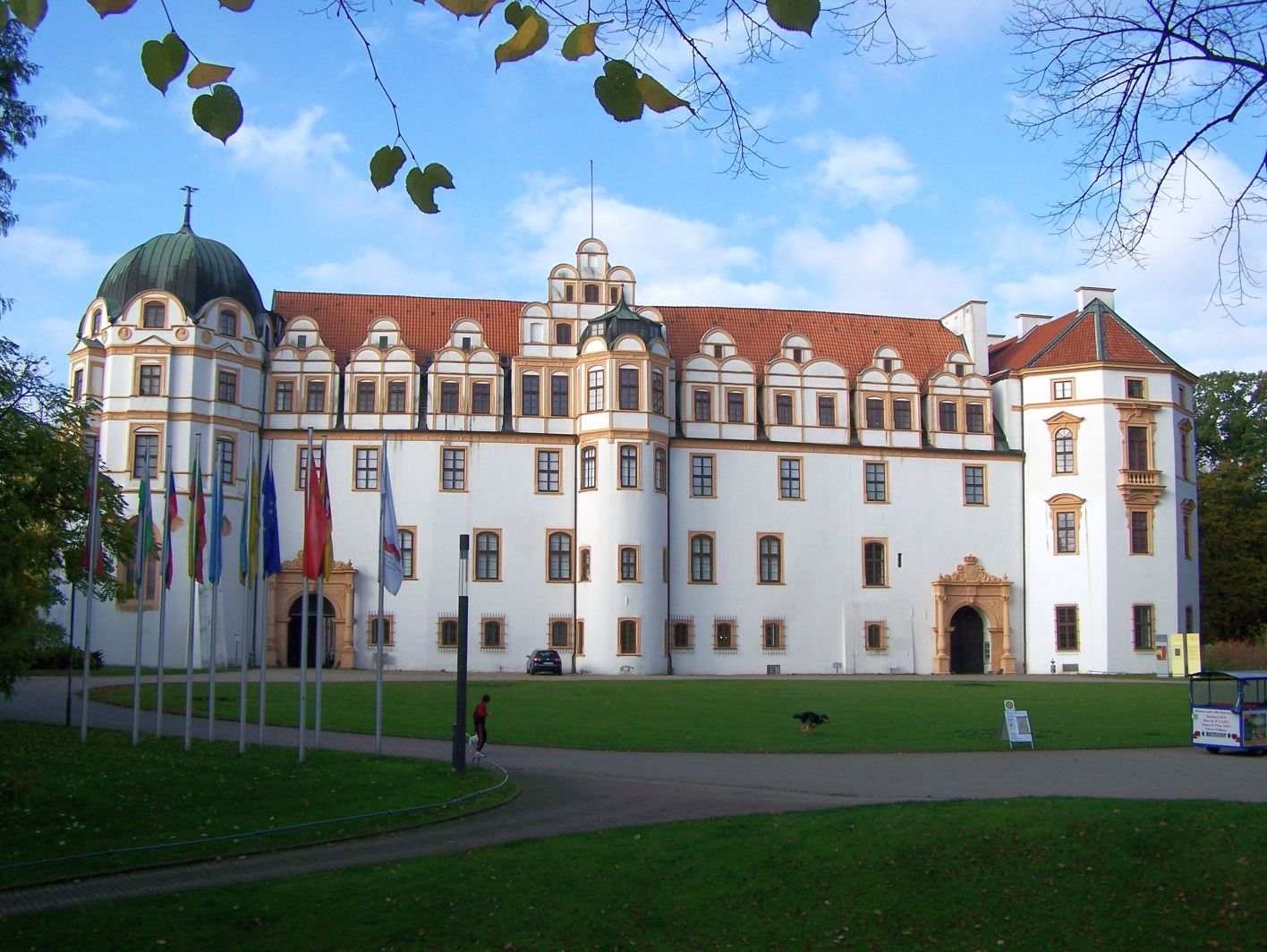
첼레성
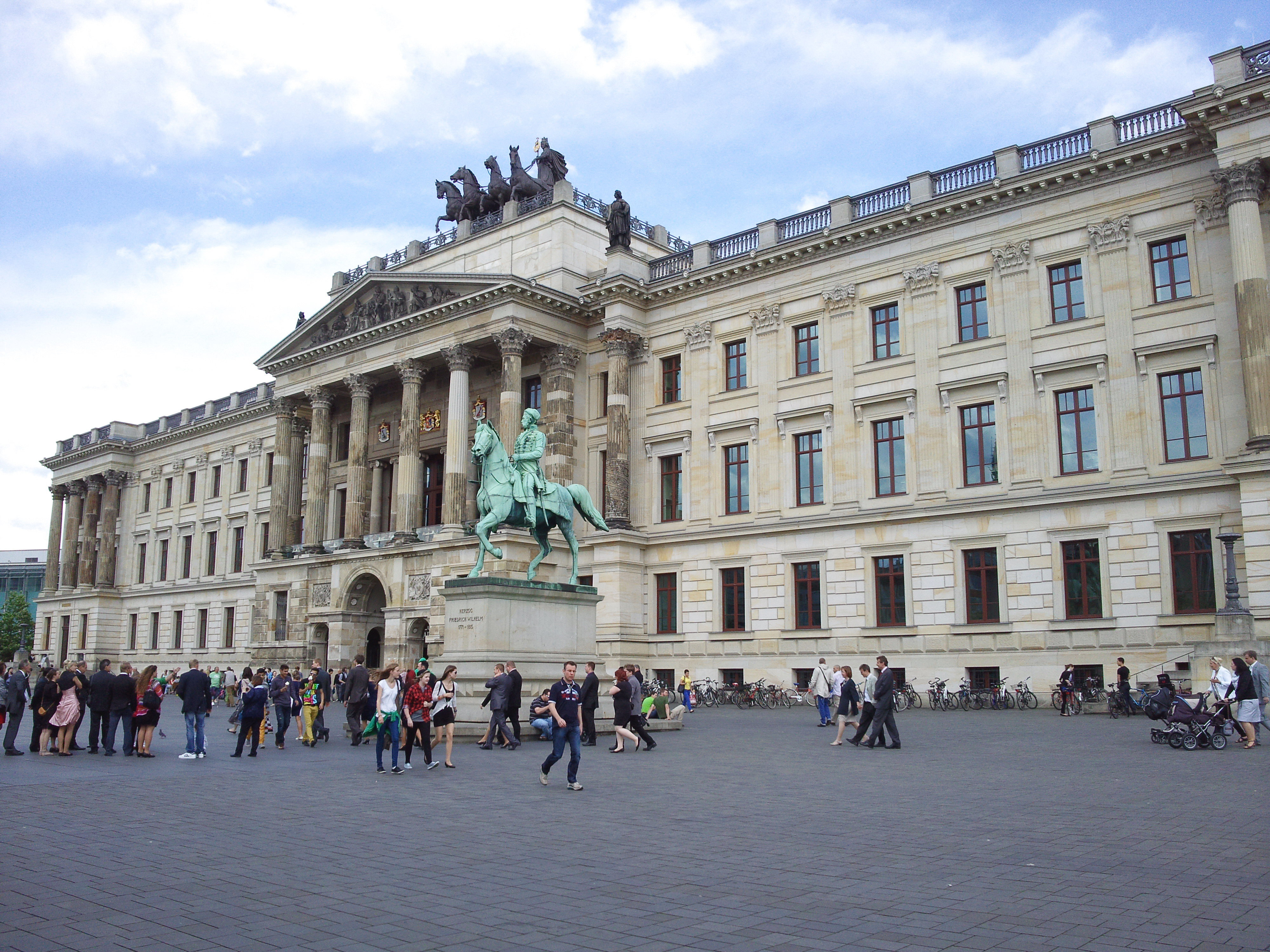
브라운슈바이크 궁전
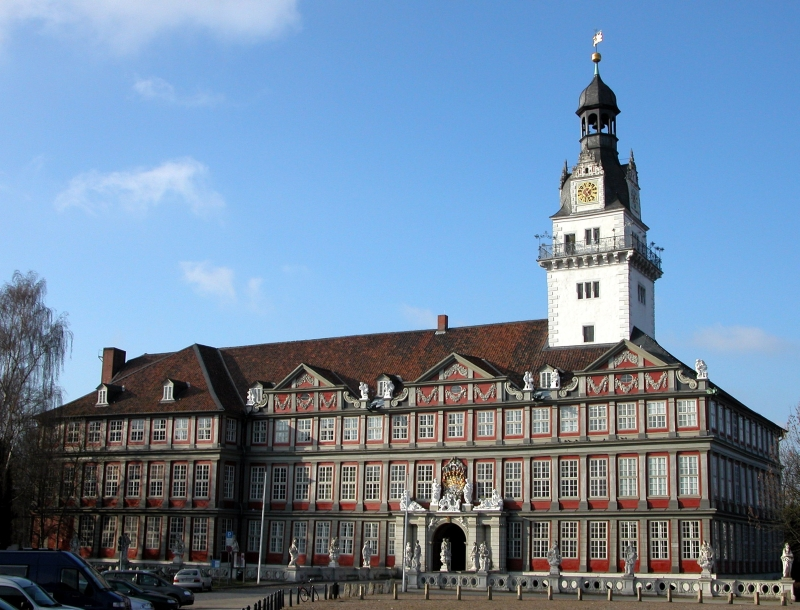
볼펜뷔텔성
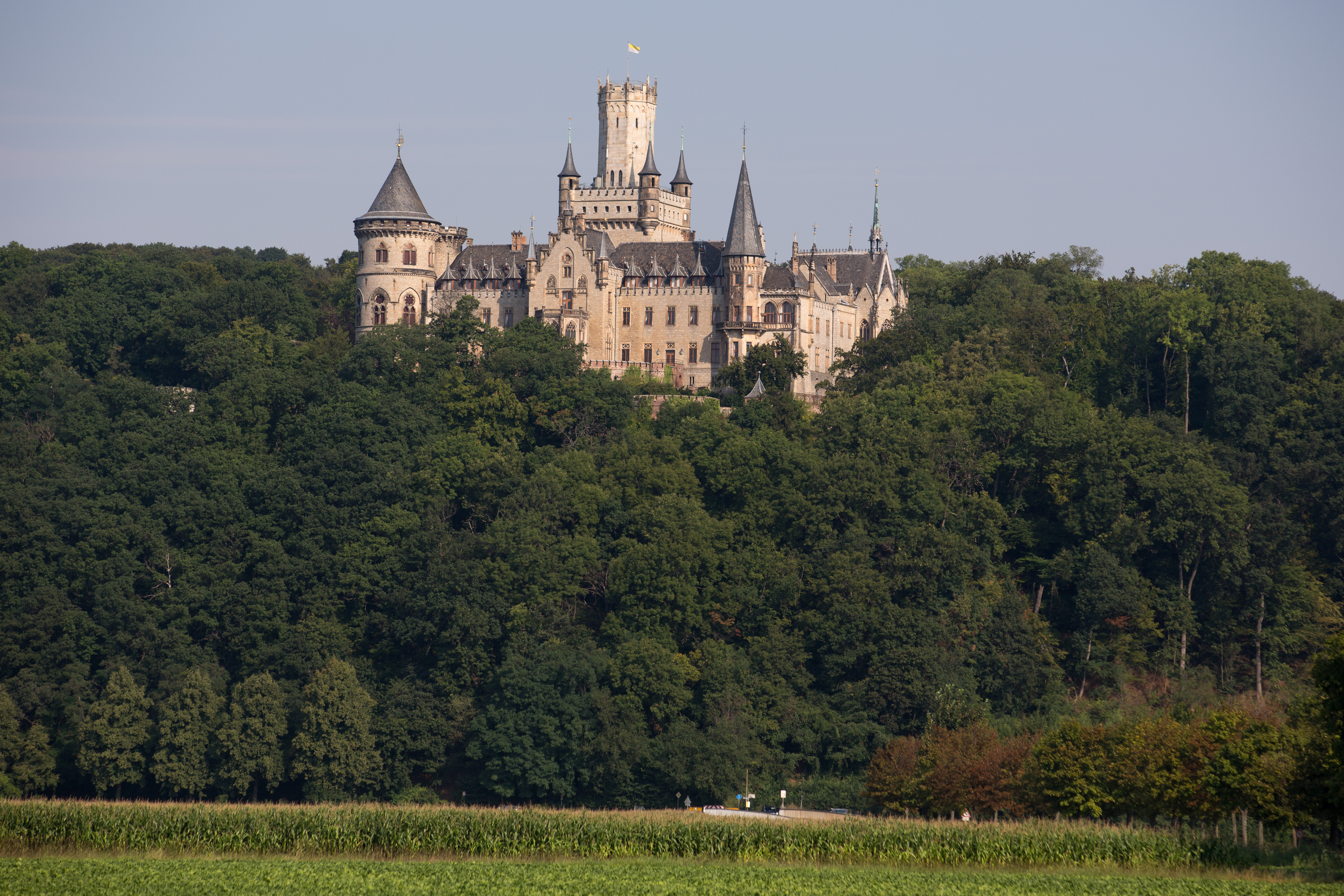
하노버 공들의 현 거처 마리엔부르크성 (하노버)

## 초기 벨프 가문 출신 (1070년–1269년)

### 바이에른과 작센 공작
- 바이에른 공작 벨프 1세 (1070년–1077년, 1096년–1101년)
- 바이에른 공작 벨프 2세 (1101년–1120년) - 벨프 1세의 아들
- 바이에른 공작 하인리히 9세 (1120년–1126년) - 벨프 1세의 아들
- 바이에른 공작 (1126년-1138년), 작센 공작 (1137년-1139년) 하인리히 10세 - 하인리히 9세의 아들
- 작센 공작 (1142년-1180년), 바이에른 공작 (1156년-1180년) 사자공 하인리히 11세 - 하인리히 10세의 아들

### 라인 궁정백
- 라인 궁정백 (1195년–1213년) 하인리히 5세 - 하인리히 사자공의 아들
- 라인 궁정백 (1213년-1214년) 하인리히 6세 - 하인리히 5세의 아들

### 신성 로마 황제
- 신성 로마 황제 (1198년-1215년) 오토 4세 - 하인리히 사자공의 아들

### 브라운슈바이크뤼네부르크 공작
- 브라운슈바이크뤼네부르크 공작 (1235년-1252년) 오토 1세 - 하인리히 사자공의 손자
- 브라운슈바이크뤼네부르크 공작 (1252년-1269년) 알브레히트 1세 - 오토 1세의 아들, 하노버 가문의 선조
- 브라운슈바이크뤼네부르크 공작 (1252년-1269년) 요한 - 오토 1세의 아들

## 같이 보기
- 벨프 보물
- 독일의 군주 가계도